# キバシリ科
キバシリ科（キバシリか、学名  Certhiidae）は、鳥類スズメ目キバシリ上科の1科である。キバシリ（木走）と総称されるが、キバシリは日本産種 Certhia familiaris の和名でもある。

## 特徴
世界中に分布する。
長く曲がった爪を持ち、それを木の幹や岸壁に引掛け駆け上るため、キバシリと呼ばれる。また尾羽の羽軸も丈夫に発達していて木にとまったり木を登るのに適応している。こうした尾羽や体幹を利用したロコモーションを木登りといい、同じ形態的特徴を持つキツツキ科などの鳥類にもみられる（収斂進化）。
細くやや下に曲がった嘴（くちばし）を持ち、幹の割れ目などの虫をついばむ。

## 系統と分類

### 位置づけ
Sibley分類では、スズメ小目の3上科の1つウグイス上科に分類されていた。しかし新たな系統解析によりヒタキ上科に移され、さらに Johansson 2008により3上科による分類が否定され、新しいキバシリ上科に分類された。
Sibley分類では、このグループは亜科に階級付けられ、キバシリ科キバシリ亜科 Certhiinae とされていた。Sibleyのキバシリ科には、キバシリ亜科（現在の分類でのキバシリ科）、ミソサザイ科（ほぼミソサザイ科、ただしミズベマネシツグミを含む）、ブユムシクイ科（ほぼブユムシクイ科、ただしアメリカツリスガラを含む）が含まれていた。ミソサザイ科とブユムシクイ科は現在のキバシリ上科に含まれる。

### 属と種
2属10種が属する。日本にはキバシリ属のキバシリのみが生息する。
- Certhia キバシリ属 - 9種
- Salpornis ホシキバシリ属 - 1種